# 64 (rivista)
64 è stata una rivista russa di scacchi e dama, edita a Mosca dal 1924 al 2014. Il suo nome fa riferimento al numero di case presenti su una scacchiera. È la rivista che a cadenza annuale assegnava il prestigioso Oscar degli scacchi.

## Storia
Iniziò a essere pubblicata nel 1924 come rivista, ma nel 1935 il formato fu modificato e divenne un giornale settimanale. Nikolaj Krylenko ne fu il direttore dal 1924 fino alla sua morte, avvenuta nel 1938. Le pubblicazioni furono interrotte nel 1941 a causa dell'invasione dell'URSS da parte della Germania nazista durante la Seconda guerra mondiale, per poi essere riprese alla fine della stessa.
Nel 1968 fu rilanciata come rivista settimanale da Aleksandr Rošal' e dal Campione del Mondo Tigran Petrosyan, con Vasilij Smyslov tra i collaboratori. Petrosjyn fu direttore fino al 1977, quando fu licenziato dopo la sua sconfitta contro il dissidente Viktor Korčnoj subita durante il quarto di finale di un Torneo dei Candidati. Anche Rošal' fu duramente punito nel 1986, quando su 64 furono pubblicati estratti da Other Shores di Vladimir Nabokov (fu la prima volta che Nabokov venne pubblicato in Unione Sovietica), nonostante all'epoca il direttore fosse Anatolij Karpov, uno dei favoriti del regime.
Nel 1992 il giornale visse tempi duri e cessò le pubblicazioni ma sotto la guida di Rošal' poté riprendere ad uscire a cadenza regolare, che nel luglio 2011 è mensile.